# 623 Chimaera
623 Chimaera este un asteroid din centura principală, descoperit pe 22 ianuarie 1907, de K. Lohnert.